# Capão do Leão
Capão do Leão är en kommun i Brasilien.   Den ligger i delstaten Rio Grande do Sul, i den södra delen av landet, 1 800 km söder om huvudstaden Brasília. Antalet invånare är 24 294.
Trakten runt Capão do Leão består till största delen av jordbruksmark. Runt Capão do Leão är det mycket glesbefolkat, med 2 invånare per kvadratkilometer.